# Saniella occidentalis
Saniella occidentalis là một loài thực vật có hoa trong họ Hypoxidaceae. Loài này được (Nel) B.L.Burtt mô tả khoa học đầu tiên năm 2000.